# Alexander Berkman
Alexander Berkman (Vilnius, 21 de novembro de 1870 – Nice, 28 de junho de 1936) foi um escritor e ativista nascido em Lituânia, figura de destaque no movimento anarquista dos Estados Unidos no início do século XX.
Nascido na cidade de Vilnius, na época pertencente ao Império Russo, imigrou para os Estados Unidos em 1888. Viveu na cidade de Nova Iorque, onde se envolveu com o movimento anarquista e conheceu Emma Goldman, que tornou-se sua amante e companheira de longa data. Em 1892, após um conflito ocorrido na greve de Homestead, tentou assassinar o industrial Henry Clay Frick em um ato de propaganda pela ação. Ainda que Frick tenha sobrevivido ao atentado, Berkman foi condenado pelo crime e passou 14 anos na prisão. Suas experiências no cárcere foram a base de seu primeiro livro, Memórias de um Anarquista Aprisionado.
Logo após ter sido posto em liberdade, assumiu a função de editor do periódico anarquista Mother Earth de Emma Goldman, e logo depois criou também o seu próprio periódico, The Blast. Em 1917, ele e Goldman foram condenados a dois anos de prisão por conspirar contra o recém-proclamado Ato de Alistamento Militar Seletivo de 1917, que exigia o alistamento de todos os homens entre 21 e 30 anos. Em 1919, foram deportados junto com outros anarquistas e socialistas estrangeiros para a Rússia. Inicialmente simpatizante da Revolução Bolchevique, Berkman logo se tornou um opositor do regime soviético, após tomar conhecimento da repressão imposta pelo governo bolchevique contra grupos políticos dissidentes. Em 1925, ele publicou um livro baseado em suas experiências na Rússia, chamado O Mito Bolchevique.
Viveu seus últimos anos na França, onde produziu a clássica exposição dos princípios anarquistas, Agora e Depois: O ABC do Anarquismo Comunista. Passou os últimos anos de sua vida em condições precárias, trabalhando como editor e tradutor e dependendo da ajuda financeira de amigos. Sofrendo de graves problemas de saúde, Berkman cometeu suicídio em 1936.

## Biografia

### Primeiros anos
Alexander Berkman, nascido Ovsei Osipovich Berkman, na cidade lituana de Vilnius (na época pertencente ao Império Russo), era o filho mais novo de uma abastada família judaica. Seu pai, Osip Berkman, era um bem sucedido empresário, enquanto sua mãe, Yetta Berkman, era oriunda de uma família próspera.
Dado seu sucesso nos negócios, foi concedido à Osip Berkman o direito de se mudar da zona de assentamento judeu na Rússia em 1877. A família então se mudou para São Petersburgo, onde Ovsei adotou o nome russo Alexander. Ele ficou conhecido entre a família e amigos como Sasha (diminutivo de Alexander). Os Berkmans viviam confortavelmente, com criados e uma casa de verão à disposição. Alexander iniciou seus estudos em um ginásio, onde recebeu uma educação clássica junto dos jovens da elite de São Petersburgo.
Quando jovem, Berkman foi influenciado pelo crescente radicalismo que se espalhava entre os trabalhadores da capital russa. Uma onda de assassinatos políticos culminaram no atentado à bomba que matou o czar Alexandre II em 1881. Enquanto seus pais demonstraram preocupação com o atentado, já que a morte do czar poderia resultar na repressão aos judeus e outras minorias da Rússia, Berkman desenvolveu um certo fascínio pelas ideias radicais da época, como o populismo e o niilismo. Ele ficou muito chateado quando o seu tio favorito, Mark Natanson, irmão de sua mãe, foi condenado à morte por conta de suas atividades revolucionárias.

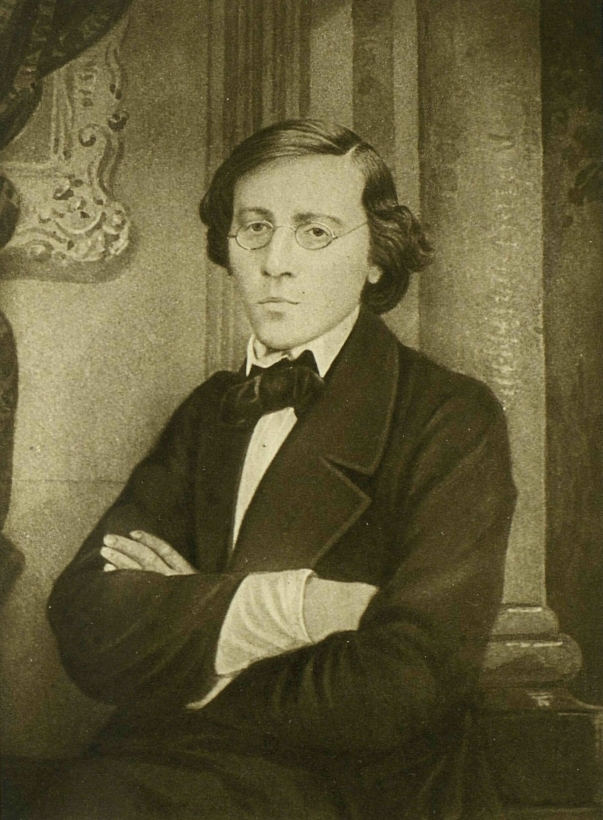
Nikolai Tchernichevski, autor do livro Que Fazer?, que marcou e inspirou Berkman profundamente.

Assim que Berkman completou 12 anos, seu pai morreu. Os negócios tiveram de ser vendidos, e a família perdeu o direito de viver em São Petersburgo. A família então se mudou para Kovno, onde vivia Nathan, irmão de Yetta. Berkman, que havia se mostrado um prodígio no ginásio, começou a vacilar nos estudos quando passou a dedicar seu tempo livre à literatura. Um dos livros que mais lhe despertou interesse foi o romance Pais e Filhos de Ivan Turgueniev, obra que discutia a filosofia niilista. Porém, o livro que realmente o marcou foi o romance Que Fazer? de Nikolai Tchernichevski. Ele se sentiu inspirado por Rakhmetov, o protagonista do livro, que estava disposto a sacrificar seus prazeres pessoais e seus laços familiares na busca sincera de seus objetivos revolucionários.
Logo Berkman se juntou a um grupo estudantil de leitura e discussão de literatura revolucionária, proibida pelo novo czar, Alexandre III. Ele distribuía obras proibidas para outros estudantes e também alguns folhetos radicais de sua autoria, que imprimia usando materiais roubados de sua escola. Seus textos dariam origem a um periódico de cunho subversivo e antirreligioso, que lhe resultou um rebaixamento de um ano como punição por "ateísmo precoce, tendências perigosas e insubordinação".
A mãe de Berkman morreu em 1887, quando ele tinha 18 anos, e seu tio Nathan Natanson passou a ser responsável por ele. Berkman desprezava Natanson, por conta do sua personalidade conciliatória e conservadora, enquanto Natanson não conseguia compreender o que seu jovem sobrinho achava tão atraente nas ideias radicais da época e temia que suas atitudes trouxessem vergonha para a família. Mais tarde naquele ano, Berkman foi pego roubando cópias dos exames escolares e subornando um trabalhador braçal. Ele foi expulso da escola e rotulado como um "conspirador niilista".
Berkman logo decidiu migrar para os Estados Unidos. Quando seu irmão partiu para a Alemanha no início de 1888 para estudar medicina, ele aproveitou a oportunidade para acompanhá-lo e de lá seguiu para Nova Iorque.

### Nova Iorque

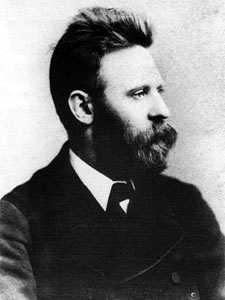
Johann Most, um dos principais anarquistas estadunidenses da época, cujas ideias tiveram forte influência sobre Berkman.

Quando chegou em Nova Iorque, Berkman ainda não falava inglês e não conhecia ninguém. Porém, logo se tornou um anarquista ao se envolver com grupos que militavam pela liberdade dos homens condenados em 1886 pelo atentado à bomba ocorrido na Revolta de Haymarket e ingressou no Pioneers of Liberty, o primeiro grupo de anarquistas judeus dos Estados Unidos. O grupo era filiado à Internacional Negra, organização a qual pertenciam os réus indiciados pelo atentado em Haymarket. Como a maioria dos seus membros trabalhavam na indústria têxtil, o Pioneers of Liberty participou de várias greves contra as sweatshops e ajudou na formação de alguns dos primeiros sindicatos de trabalhadores judeus da cidade. Em pouco tempo, Berkman se tornou um dos mais proeminentes membros da organização.
Berkman logo caiu sob a influência de Johann Most, um dos mais notáveis anarquistas estadunidenses da época e entusiasta da propaganda pelo ato. Como resultado dessa aproximação, ele se tornou o tipógrafo do periódico de Most, Die Freiheit.
Em 1889, Berkman conheceu Emma Goldman, também imigrante lituana. Ele a convidou para uma palestra de Most. Logo ambos se apaixonaram e iniciaram um relacionamento. Apesar das divergências e separações, os dois iriam compartilhar uma devoção mútua durante décadas, e permaneceriam unidos pelos seus princípios anarquistas ao longo da vida.
Ao final do ano, Berkman e Goldman se mudaram para um apartamento comunitário com o primo de Berkman, Modest Aronstam, e uma amiga de Goldman, Helene Minkin, com a intenção de viver sob princípios inspirados pelo romance Que Fazer?. Vivendo de acordo com o exemplo de Rakhmetov, Berkman negou a si mesmo até os menores prazeres, e esperava o mesmo de seus companheiros, o que ocasionou vários atritos entre ele e Aronstam. Apesar disso, os dois primos se reconciliaram mais tarde.
Logo, Berkman se aproximou dos autonomistas, grupo anarquista ligado à Josef Peukert que enfatizava a liberdade individual. Eles temiam que o movimento anarquista fosse dominado por lideranças carismáticas e se opunham aos princípios organizacionistas. Consequentemente, os autonomistas se opunham à Johann Most, com quem Berkman rompeu. Logo, ele estava trabalhando para os periódicos dos autonomistas, Der Anarchist e Die Autonomie. Porém, ele continuou adepto do conceito de propaganda pela ação defendido por Most.
Ao final de 1891, Berkman soube que o anarquista russo Piotr Kropotkin, a quem admirava, havia cancelado uma série de palestras que havia marcado nos Estados Unidos, alegando que a sua viagem para o país sairia muito cara para os anarquistas americanos. Embora desapontado, a frugalidade do ato elevou a imagem de Kropotkin aos olhos de Berkman.

### Atentado

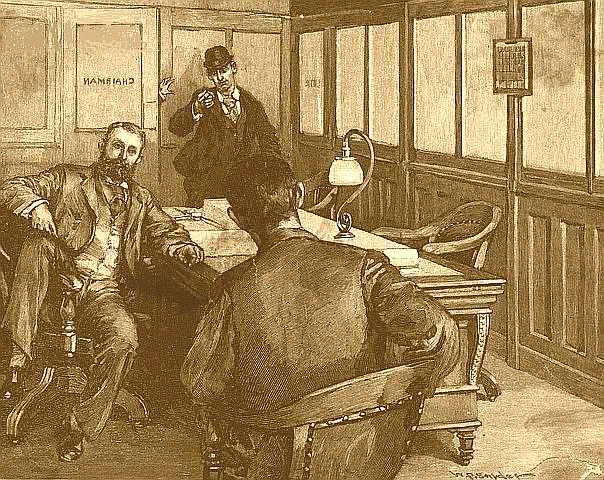
Representação artística do atentado de Berkman contra Frick, publicada em Harper's Weekly, 1892.

Em 1892, Berkman, Goldman e Aronstam se mudaram para Worcester, Massachusetts, onde trabalharam em uma lanchonete. No final do mês de junho, Goldman leu uma manchete de jornal, a respeito da greve de Homestead, que lhe chamou a atenção. O trio viu ali sua primeira oportunidade para a realização de uma ação política. Em junho de 1892, uma metalúrgica de aço em Homestead, Pensilvânia, se tornou o foco da atenção nacional quando foram rompidas as negociações entre a Companhia de Aço Carnegie e a Associação dos Trabalhadores do Ferro, Aço e Amalgamatados. O gerente da fábrica era Henry Clay Frick, notório antissindicalista. Quando as negociações finais falharam ao fim de junho, a administração fechou a metalúrgica realizando um locaute, levando os trabalhadores à greve. Fura-greves foram trazidos para dentro da fábrica e a companhia contratou seguranças da Agência de Detetives Pinkerton para protegê-los. No dia 6 de julho houve um tiroteio entre trezentos seguranças e uma multidão de trabalhadores sindicalizados. Durante onze horas de tiroteio quatro guardas e nove grevistas foram mortos.
A maior parte dos jornais dos Estados Unidos publicaram matérias apoiando os grevistas. Berkman e Goldman resolveram então assassinar Frick, uma ação que eles acreditavam que seria capaz de inspirar os trabalhadores a se revoltar contra o sistema capitalista. Berkman iria assassinar Frick e então suicidar-se; Goldman iria explicar seus motivos após sua morte; e Aronstam iria segui-lo caso ele falhasse em sua missão. Berkman tentou fabricar uma bomba, que falhou após um teste, fazendo com que ele decidisse utilizar uma pistola na realização do atentado.
Ao chegar em Pittsburgh em 14 de julho, Berkman procurou por Henry Bauer e Carl Nold. Eles eram anarquistas seguidores de Most e apoiaram a greve de Homestead. Berkman nunca tinha-os visto, mas contou com o apoio de ambos, que o apresentaram para vários anarquistas locais.
Berkman estava pronto para realizar o assassinato no dia 21 de julho. Ele vestia um terno novo e um chapéu-coco preto, e carregava uma pistola e um punhal em seus bolsos. Ele foi até o escritório de Frick e pediu para vê-lo, se identificando como um representante de uma agência de empregos de Nova Iorque, mas lhe foi dito Frick estaria ocupado demais para vê-lo. Na noite seguinte, ele se registrou em um hotel como Rakhmetov — nome do personagem principal do romance Que Fazer?, voltando para o escritório de Frick no dia 23 de julho. Enquanto o atendente de Frick lhe comunicava que "o agente de empregos de Nova Iorque" havia retornado para vê-lo, o anarquista invadiu o escritório com sua arma, mirando a cabeça de Frick. Após disparar dois tiros, Berkman foi levado ao chão. Ainda assim, alcançou seu punhal e desferiu três golpes contra Frick.
Um carpinteiro que trabalhava nas proximidades ouviu o barulho dos tiros, foi até o escritório de Frick e bateu com seu martelo na cabeça de Berkman, porém o golpe apenas o desorientou. A confusão podia ser vista e ouvida da rua, e em poucos minutos o escritório de Frick estava cheio, mas Berkman continuava resistindo. O vice-xerife apontou sua arma para o anarquista, porém Frick disse para que não atirasse e que apenas o prendesse. Enquanto a polícia o levava para a prisão, uma multidão enfurecida se reunia e gritava contra ele. Ao ser questionado pela polícia, Berkman disse que havia chegado em Pittsburgh no dia 21 de julho e que havia agido sozinho. Uma cápsula de dinamite foi descoberta em sua boca depois que um policial notou que ele mastigava algo.
No dia 24 de julho, um oficial de polícia o levou para tirar um retrato. Ele emprestou sua própria gravata à Berkman para a foto. No dia seguinte, Aronstam chegou em Pittsburgh com os bolsos cheios de dinamite para concluir o atentado de Berkman. De algum modo, precederam rumores sobre sua chegada, e ele viu uma manchete em um jornal que dizia: "Ele não estava sozinho? Berkman tinha cúmplices em sua missão de assassinato. Aaron Stamm está aqui?". Aronstam se assustou com a manchete, escondeu a dinamite em uma casinha e retornou para Nova Iorque.
Berkman permaneceu na prisão por dois meses à espera de seu julgamento. Os outros prisioneiros não conseguiam entender os motivos que levaram Berkman a tentar assassinar Frick, e acreditavam que aquilo se tratava de uma disputa pessoal ou de uma briga de negócios. Suas explicações foram recebidas com sorrisos condescendentes. Um dos prisioneiros, um trabalhador de Homestead que estava prestes a ser julgado pelo envolvimento no conflito, disse ao anarquista que os trabalhadores não acreditavam na violência. Berkman não tinha qualquer conexão com Homestead ou com os grevistas e sua ação havia apenas prejudicado a causa dos trabalhadores.
A maior parte dos anarquistas de Pittsburgh foram interrogados pela polícia. Bauer e Nold foram presos e acusados de cumplicidade na trama de Berkman. Ao redor do país, os anarquistas tomavam partido. Alguns apoiaram Berkman, enquanto outros o censuraram pelo seu ato. Os autonomistas o apoiaram, assim como muitos anarquistas ao redor dos Estados Unidos. Peukert e Lucy Parsons falaram em sua defesa, bem como Dyer Lum, que havia sido um companheiro dos réus de Haymarket. Entre os que o criticaram, estavam Jo Labadie, Benjamin Tucker e outros críticos da ação violenta, além de Johan Most, que o subestimava Berkman e o via como um estorvo, além de acreditar que ele poderia ser um lacaio contratado por Frick para angariar simpatia. Most publicou um artigo em seu periódico chamado "Reflexões sobre os atentados", no qual dizia que a propaganda pela ação estava condenada a ser mal interpretada nos Estados Unidos e que "o tiro sempre sairia pela culatra". Most afirmou que a ação de Berkman comprovava isso, e que por mais que ele tenha demonstrado um certo heroísmo, em todos os outros aspectos, seu atentado havia sido um "fracasso total".
Berkman estava profundamente interessado no debate a respeito de sua ação. Ele também ficou profundamente ressentido com a repreensão de Most que, segundo ele, "havia defendido a propaganda pela ação por toda a sua vida, e agora repudiava o primeiro atentado ocorrido neste país". Todavia, ele sentiu-se incentivado pelas palavras de Kropotkin, que disse que "Berkman fez mais para espalhar as ideias anarquistas entre as massas do que todos os escritos que possamos publicar. Ele mostrou que há entre os anarquistas homens capazes de se revoltar com os crimes do capitalismo ao ponto de dar a vida para pôr um fim a estes crimes, ou pelo menos para abrir um caminho para tal fim".

### Julgamento
Berkman recusou a defesa de um advogado em seu julgamento. O diretor o advertiu contra a sua escolha, porém o anarquista argumentou dizendo que "não acreditava nas leis", que "não reconhecia a autoridade dos tribunais" e que era "moralmente inocente". Bauer e Nold o visitaram com os seus advogados, que se ofereceram para defendê-lo sem nenhum custo, porém Berkman recusou a proposta. Como o julgamento se aproximava, ele elaborou um discurso para ser lido no tribunal. O discurso tinha cerca de 40 páginas e foi escrito em alemão, pois ele ainda tinha dificuldades com o inglês, e no dia do julgamento levou cerca de duas horas para ser lido. Berkman não foi informado sobre a data de seu julgamento, que permaneceu em segredo, dado o temor acerca da possibilidade de um ataque por parte de seus companheiros. Ele soube o dia de seu julgamento apenas quando o levaram ao tribunal.
Quando ele foi levado ao tribunal no dia 19 de setembro, o júri já estava formado. O promotor havia selecionado o júri sem permitir que Berkman pudesse inquirir possíveis jurados, e o juíz não teve qualquer objeção perante esse procedimento incomum. Ele foi acusado de seis crimes: tentativa de homicídio contra Frick; tentativa de homicídio contra Lawrence Leishman, o atendente de Frick, que estava com ele no escritório durante o atentado; invasão de propriedade da Carnegie Steel Company em três ocasiões diferentes e porte ilegal de armas. O anarquista declarou-se inocente de todas as acusações.
Frick falou para o júri sobre o atentado. As roupas que vestia naquele dia, rotas e ensanguentadas, foram mostradas ao júri. Um médico declarou que as armas usadas por Berkman no atentado, uma pistola e um punhal, poderiam facilmente ter tirado a vida de Frick. Leishman alegou que Berkman teria disparado contra ele, embora o anarquista tenha dito que não tinha a intenção de matá-lo. Diversas testemunhas alegaram ao júri que o acusado teria visitado os escritórios da Carnagie Steel Company pelo menos três vezes. O punhal e a pistola de Berkman foram incluídas entre as provas, e a promotoria encerrou o caso.
Berkman foi convidado a chamar suas testemunhas, porém, como não tinha nenhuma, pediu ao júri para ler o discurso que havia preparado. Como era ateu, se recusou a fazer o juramento antes de sua fala. Um tradutor alemão foi levado ao tribunal. Quando o tradutor começou a falar, Berkman descobriu que o homem era incompetente, e falava com uma voz "rachada e estridente" ao júri, fazendo uso de um inglês ruim. O impacto do discurso foi perdido. Após cerca de duas horas, o juíz mandou Berkman concluir seu discurso.
Todos os jurados da bancada consideraram Berkman culpado de todas as acusações. O juíz aplicou pena máxima para cada um dos seis crimes de que ele fora acusado, resultando num total de 21 anos de prisão e um ano de trabalho em uma casa de correção. Berkman tentou argumentar, alegando que deveria ser condenado apenas pelo atentado à vida de Frick, já que as outras acusações seriam baseadas em elementos menores do crime principal, a tentativa de homícido. Porém, o juiz anulou sua objeção. Berkman foi julgado, condenado e sentenciado em quatro horas. Ele iria cumprir sua pena na penitenciária estadual de Pittsburgh.

### Prisão
Poucas semanas após chegar na prisão, Berkman começou a planejar o seu suicídio. Ele tentou afiar uma colher para que ela servisse como uma lâmina, porém, seu plano foi descoberto por um dos guardas da prisão. Também lhe ocorreu bater a cabeça contra as grades de sua cela, porém temia a possibilidade de continuar vivo e com sequelas, caso o plano falhasse. Por fim, escreveu uma carta para Goldman, pedindo-lhe para trazer uma cápsula de dinamite. A carta foi enviada e ela foi visitá-lo em novembro de 1892, passando-se por sua irmã. Goldman, no entanto, não atendeu ao pedido de Berkman.
Em seus primeiros anos na prisão, Berkman passou a refletir sobre questões relativas à homossexualidade, questionando-se acerca da possibilidade de haver amor mútuo entre dois homens. Ele estava ciente de que os incidentes de estupro ou de tentativa de estupro eram comuns na prisão, e que ocorriam "quase todas as semanas, mas ninguém jamais foi levado ao tribunal sob essas acusações". Berkman manteve algumas relações homossexuais na prisão e tornou-se íntimo de um prisioneiro, Johnny, quando ambos estiveram confinados no calabouço, e também discutiu sobre homossexualidade com outro prisioneiro, George, um ex-médico divorciado que o contou sobre suas experiências homossexuais na prisão.
Entre 1893 e 1897, os anos em que Bauer e Nold também estiveram presos na penitenciária estadual de Pittsburgh por terem sido cúmplices de Berkman em seu plano, os três produziram 60 edições de um periódico anarquista escrito à mão, que era repassado de cela em cela. Eles inclusive conseguiram enviar exemplares para amigos fora da prisão. O periódico chamava-se Prison Blossoms. Inicialmente Berkman escrevia em alemão, e mais tarde passou a escrever em inglês, ajudando-o a melhorar sua escrita. Berkman logo fez amizade com o capelão John Lynn Milligan. Milligan o incentivou a ler os livros da biblioteca da prisão, o que também o ajudou a aprimorar seu inglês.
Berkman frequentemente entrava em conflitos com a administração da prisão, ao questionar e protestar contra os maus-tratos que sofriam os outros prisioneiros. Em algumas ocasiões, ele era enviado para a solitária, onde chegou a permanecer por pelo menos 16 meses. Quando ele conseguiu enviar sérias denúncias de brutalidade e corrupção para fora da prisão, e que inclusive resultaram em uma investigação, foi levado ao calabouço e posto em uma camisa de força.
As cartas que recebia dos amigos eram a grande alegria de Berkman, que afirmou em seu livro Memórias de um Anarquista Aprisionado que elas "traziam brilho para o coração de um prisioneiro" e que faziam ele "sentir-se lembrado". Além de Goldman, Voltairine de Cleyre também se correspondia com ele regularmente, e com frequência outros amigos mandavam-lhe cartas.
Em 1897, após o cumprimento de cinco anos de sua pena, Berkman recorreu ao Board of Pardons da Pensilvânia. Tendo servido como seu próprio advogado, ele não conseguiu opor-se a sentença dada pelo juiz, portanto, não tinha base legal para uma apelação; o perdão era a sua única esperança de ser libertado antecipadamente. Seu pedido de perdão foi negado em outubro de 1897. Um segundo pedido também foi negado no início de 1899.
Agora, uma fuga parecia ser a única alternativa para Berkman. Ele planejava alugar uma casa próxima da prisão e cavar um túnel subterrâneo para fugir do cárcere. Ele tinha acesso à maior parte da prisão e já havia se familiarizado com a sua estrutura. Em abril de 1900, a casa foi alugada. O túnel seria cavado a partir do porão da casa para o estábulo que ficava no pátio da prisão. Quando o trabalho estivesse completo, ele se dirigiria furtivamente ao estábulo, romperia o piso de madeira e rastejaria através do túnel para dentro da casa.
Cavar o túnel acabou se tornando algo mais difícil do que o esperado. O solo era rochoso, o que forçou os homens a cavarem mais fundo do que o planejado. Eles acabaram descobrindo um vazamento de gás natural, o que exigiu a instalação de bombas especiais para lhes trazer ar fresco. Para disfarçar o barulho da escavação, um dos homens tocava piano e cantava dentro da casa enquanto os outros trabalhavam cavando o túnel. No dia 5 de julho, Berkman foi ao estábulo da prisão, já preparado para a fuga. No entanto, a entrada havia sido bloqueada por uma grande carga de pedras e tijolos recentemente despejados para um projeto de construção.
Três semanas depois, algumas crianças que brincavam na rua apareceram no quintal da casa, então vazia. Uma delas acabou indo para o porão e descobriu o túnel. Embora os inspetores da prisão não tivessem sido capazes de identificar o preso envolvido na tentativa de fuga, o diretor puniu Berkman e o mandou para a solitária, onde ficou por cerca de um ano. Alguns dias depois de ter saído da solitária, ele tentou se enforcar com o seu cobertor.
Logo as coisas iriam melhorar para Berkman. Ele recebeu a notícia de que sua pena seria reduzida por dois anos e meio, graças a uma nova lei. Ele também recebeu sua primeira visita em nove anos. Um mês depois, Goldman pôde visitar-lhe utilizando um nome falso. O diretor da prisão aposentou-se e o seu sucessor trouxe uma série de melhorias para a prisão e para os detentos.
Em 1905, ele foi transferido da penitenciária estadual de Pittsburgh para a casa de correção do Condado de Allegheny, onde cumpriu os últimos 10 meses de sua pena. Ele retratou a casa de correção como "um pesadelo cruel, infinitamente pior do que a penitenciária em seus aspectos mais desumanos". Os guardas espancavam os reclusos diante da menor provocação, e um guarda particularmente sádico tinha o hábito de empurrar os presos escada abaixo. Berkman sentia as mais diversas emoções: ele estava preocupado com os amigos que fizera na prisão, estava empolgado com a perspectiva de liberdade e também estava preocupado diante das incertezas sobre como seria sua vida como um homem livre.

### Liberdade
Berkman foi solto no dia 18 de maio de 1906, após cumprir 14 anos de sua pena. Nos portões da casa de correção, ele encontrou-se com alguns jornalistas e policiais, que lhe recomendaram para que deixasse a área, e então pegou um trem para Detroit, onde Goldman o encontraria. Ao vê-lo em um estado físico tão debilitado, Goldman viu-se "tomada de terror e piedade". Mais tarde, na casa de um amigo, Berkman sentiu-se oprimido com a presença de simpatizantes. Ele havia se tornado um claustrofóbico com fortes tendências suicidas. Apesar disso, topou realizar uma série de palestras junto com Goldman ao redor do país.
De volta a Nova Iorque após realizar tais palestras, Berkman e Goldman tentaram reatar o antigo relacionamento, porém, eles já não sentiam mais a mesma paixão um pelo outro. Berkman estava interessado em mulheres mais jovens e logo iniciou um relacionamento com Becky Edelsohn, uma jovem militante anarquista.
Berkman continuou a sofrer de depressão e considerava cada vez mais a possibilidade de cometer suicídio. O anarquista iniciou uma nova série de palestras ao redor do país. Ele não compareceu em uma delas, em Cleveland, o que fez com que amigos preocupados mandassem telegramas para Goldman, que estava em Nova Iorque. Ela temia que ele tivesse cometido suicídio. Anarquistas ao redor do país começaram uma busca por Berkman em delegacias de polícia, hospitais e necrotérios. Até mesmo alguns periódicos faziam suposições acerca de seu paradeiro, especulando que ele talvez tivesse sido capturado por detetives de Pittsburgh, por agentes do Serviço Secreto ou por "capangas de milionários" que se opunham a sua ideologia. Três dias depois, Berkman voltou para Nova Iorque e contatou Goldman. Ele havia dito que aquela série de palestras o fizeram sentir miserável-se, e que havia comprado uma pistola em Cleveland com a intenção de suicidar-se em uma cidade onde ninguém o conhecia, porém, acabou não realizando o ato.

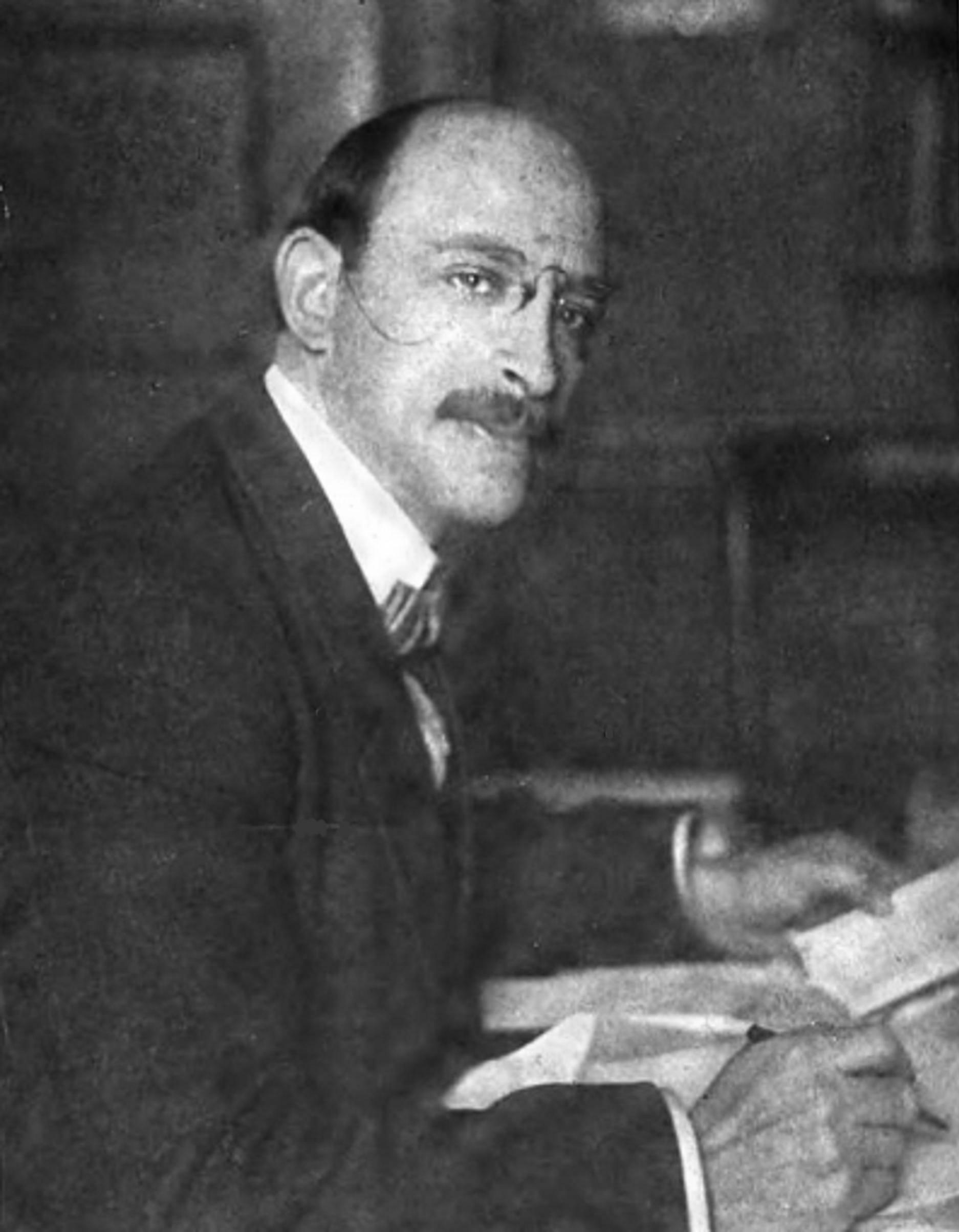
Berkman em 1912.

Após alguns meses de descanso, Berkman começou a se recuperar. Porém, ele continuava inquieto por conta de sua condição de desempregado. Ele pensou em voltar a trabalhar como tipógrafo, porém suas habilidades haviam tornado-se obsoletas à luz das inovações nos linotipos. Com o incentivo de Goldman, ele começou a escrever um relato sobre os seus anos na prisão, Memórias de um Anarquista Aprisionado, e ela também o convidou para ser o editor de seu periódico Mother Earth. Ele foi o editor de Mother Earth de 1907 a 1915, e deu ao periódico um tom mais pragmático e provocativo, em contraste com a abordagem mais teórica e reflexiva levada pelo editor anterior, Max Baginski. Sob o comando de Berkman, a circulação de Mother Earth aumentou, tornando-se o principal períodico anarquista dos Estados Unidos. Entre 1910 e 1911,  ajudou a estabelecer uma Escola Moderna em Nova Iorque, na qual também foi um dos professores. A escola, chamada Ferrer Center — em homenagem ao anarquista espanhol Francisco Ferrer — incentivava o pensamento crítico e independente dos alunos e servia também como um centro comunitário para adultos.

### O Massacre de Ludlow e o Atentado na Lexington Avenue

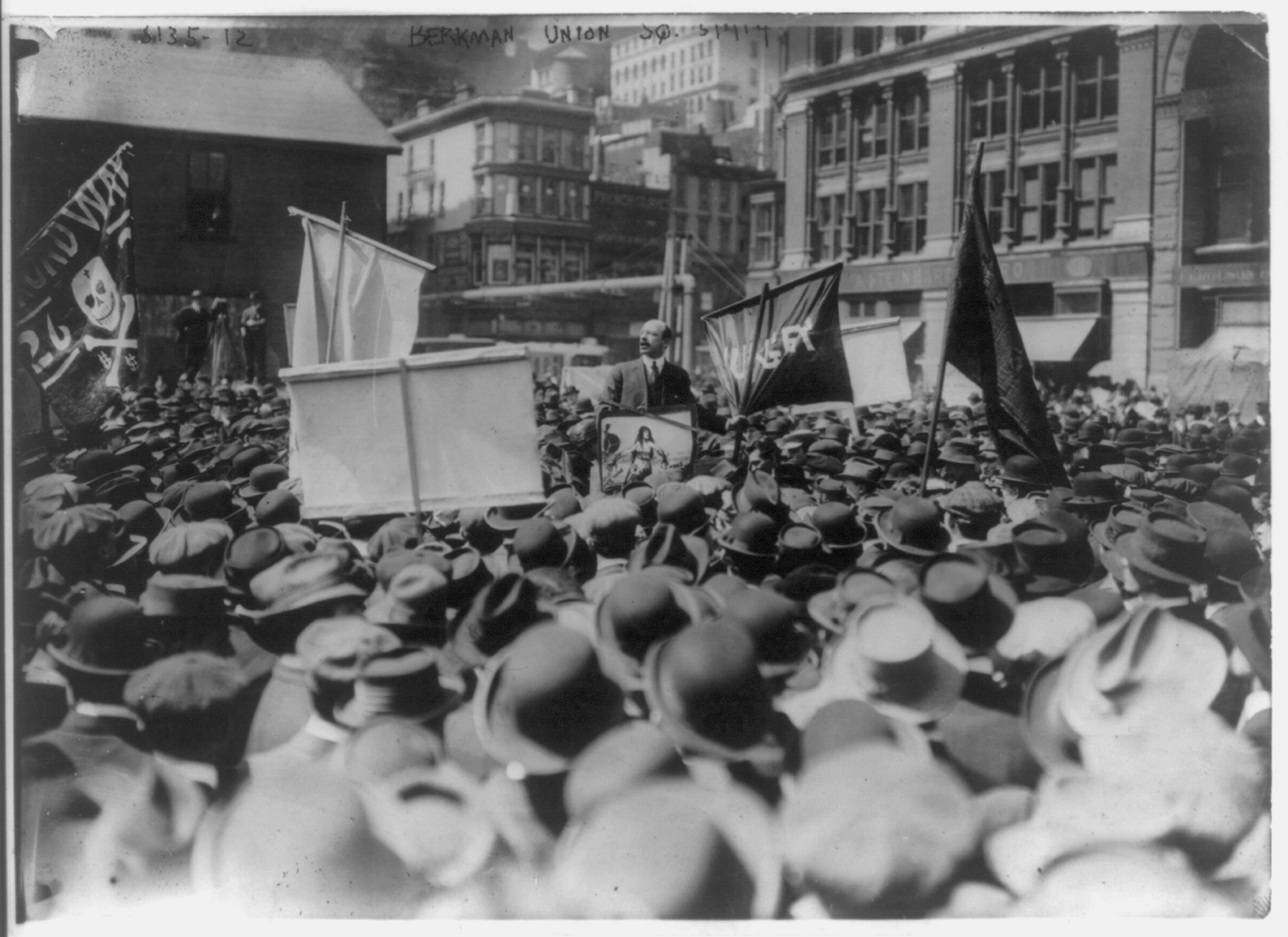
Berkman discursando em um comício na Union Square, em 1914.

Em setembro de 1913, o Sindicato dos Mineradores iniciou uma greve contra as companhias mineradoras de carvão em Ludlow, Colorado. Dentre elas, estava a Colorado Fuel and Iron Company, propriedade da família Rockefeller. No dia 20 de abril de 1914, a Guarda Nacional do Colorado reprimiu duramente os grevistas em um confronto que resultou em 26 mortes, incluindo a de 11 crianças. O episódio ficou conhecido como Massacre de Ludlow.
Durante a greve, Berkman organizou uma série de manifestações em Nova Iorque em apoio aos mineradores. Entre maio e junho de 1914, ele e outros anarquistas lideraram uma série de protestos contra John D. Rockefeller Jr. Alguns desses protestos ocorreram em Tarrytown, Nova Iorque, cidade onde residia John D. Rockefeller Jr. Tais protestos resultaram na prisão e espancamento de vários militantes anarquistas.
Os anarquistas do Ferrer Center começaram a planejar um atentado em resposta à repressão policial aos protestos de Tarrytown. Em julho, três amigos de Berkman — Charles Berg, Arthur Caron e Carl Hanson — adquiriram dinamite para a realização do atentado. A dinamite era escondida na casa de Louise Berger, que também participava do plano. Charles Plunklett, que também tomou parte na trama, afirmou que Berkman era o seu principal arquiteto, já que era o mais velho e experiente membro do grupo, porém o próprio Berkman negou qualquer envolvimento no plano.
Às 9 horas da manhã do dia 4 de julho, Berger deixou seu apartamento, dirigindo-se ao escritório do periódico Mother Earth. Quinze minutos mais tarde, ocorreu uma grande explosão. A bomba havia explodido antes do planejado, destruindo quatro andares do prédio residencial de Berger e matando Berg, Caron, Hanson e Marie Chavez, esta última, uma mulher que aparentemente não tinha nenhuma ligação com a trama. Berkman providenciou o funeral dos companheiros mortos.

### The Blaste o Atentado dePreparedness Day
No final de 1915, Berkman mudou-se para a Califórnia e estabeleceu-se em San Francisco. No ano seguinte, iniciou sua própria publicação, The Blast. O periódico foi publicado durante 18 meses e foi considerado, ao lado de Mother Earth, um dos mais importantes jornais anarquistas dos Estados Unidos.
No dia 22 de julho de 1916, foi realizado um atentado a bomba durante o desfile de Preparedness Day de San Francisco, que marcava os preparativos para a entrada dos Estados Unidos na guerra. A explosão matou 10 pessoas e deixou 40 feridos. As autoridades locais suspeitavam de Berkman, embora não houvesse provas contra ele, e, finalmente, a investigação incidiu sobre dois sindicalistas locais, Thomas Mooney e Warren Billings. Embora Mooney e Billings não fossem anarquistas, Berkman lhes prestou auxílio: levantou um fundo de defesa, contratou advogados e iniciou uma campanha nacional em favor deles. Apesar da mobilização, Mooney e Billings foram condenados. Mooney foi sentenciado a morte e Billings condenado à prisão perpétua. Houve protestos de anarquistas russos em frente à embaixada americana em Petrogrado, o que fez com que o então presidente dos Estados Unidos, Woodrow Wilson, pedisse para o então governador da Califórnia comutar a pena de morte de Mooney. O governador, embora relutante, atendeu ao pedido do presidente. Mooney e Billings receberam perdão em 1939.

### Primeira Guerra Mundial
Em 1917, com a entrada dos Estados Unidos na Primeira Guerra Mundial, o congresso aprovou o Ato de Alistamento Militar Seletivo de 1917, que tornava obrigatório o alistamento militar para todos os homens entre 21 e 30 anos. Berkman voltou para Nova Iorque, onde ao lado de Goldman, organizou a Liga Anti-Alistamento (No Conscription League) de Nova Iorque, declarando: "Nos opomos ao alistamento porque somos internacionalistas, antimilitaristas, e contra todas as guerras perpetradas por governos capitalistas". O grupo tornou-se pioneiro no movimento anti-alistamento, e a militância propagou-se por outras cidades. Quando a polícia começou a realizar batidas nos eventos públicos da Liga buscando localizar jovens que ainda não haviam se alistado, a Liga passou a empenhar seus esforços para espalhar panfletos e outros materiais escritos.

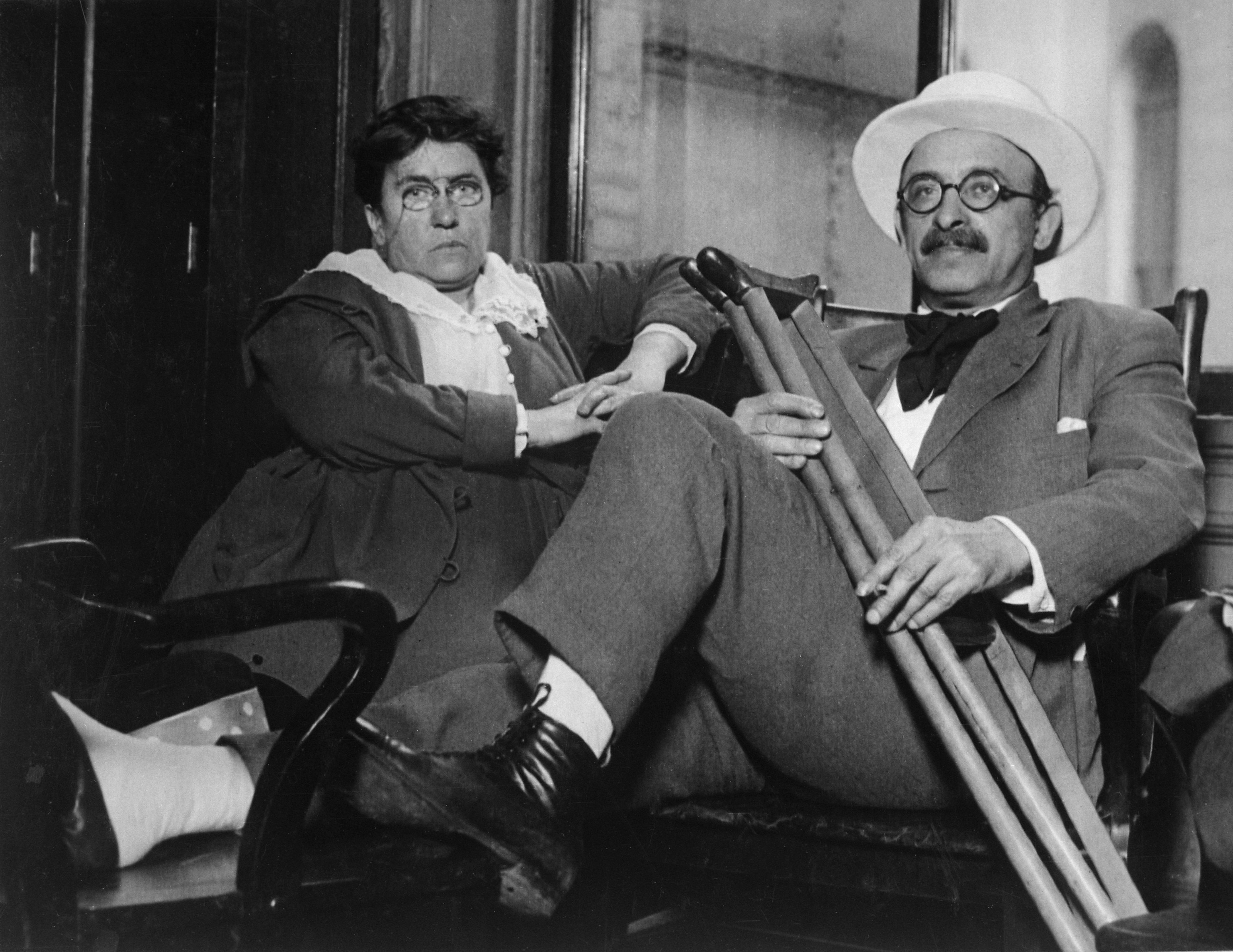
Berkman e Emma Goldman em 1917, durante o julgamento.

Em 15 de julho de 1917, Berkman e Goldman foram presos durante uma batida em seus escritórios, dos quais foram apreendidos pelas autoridades vasto material anarquista. A dupla foi processada por conspiração sob o recentemente aprovado Ato de Espionagem de 1917, por conta de sua militância contra o alistamento obrigatório.
Durante o julgamento, a dupla evocou a Primeira Emenda Constitucional dos Estados Unidos em sua defesa. Berkman questionou como o governo podia clamar estar lutando "pela liberdade e pela democracia" na Europa enquanto suprimia a liberdade de expressão em seu próprio país. O júri considerou ambos culpados; o juiz Julius Marshuetz Mayer impôs a sentença máxima de dois anos, uma fiança de dez mil dólares para cada, e a possibilidade de deportação após a liberação da prisão.
Berkman cumpriu sua pena na Penitenciária Federal de Atlanta. Após protestar contra os maus tratos que os outros presos recebiam, ele foi posto na solitária. Quando foi solto no dia 1 de outubro de 1919, ele parecia "pálido e abatido"; de acordo com Goldman os 21 meses que passou cumprindo sua pena em Atlanta o desgastaram muito mais do que os 14 anos que passou encarcerado na Pensilvânia.

### Rússia

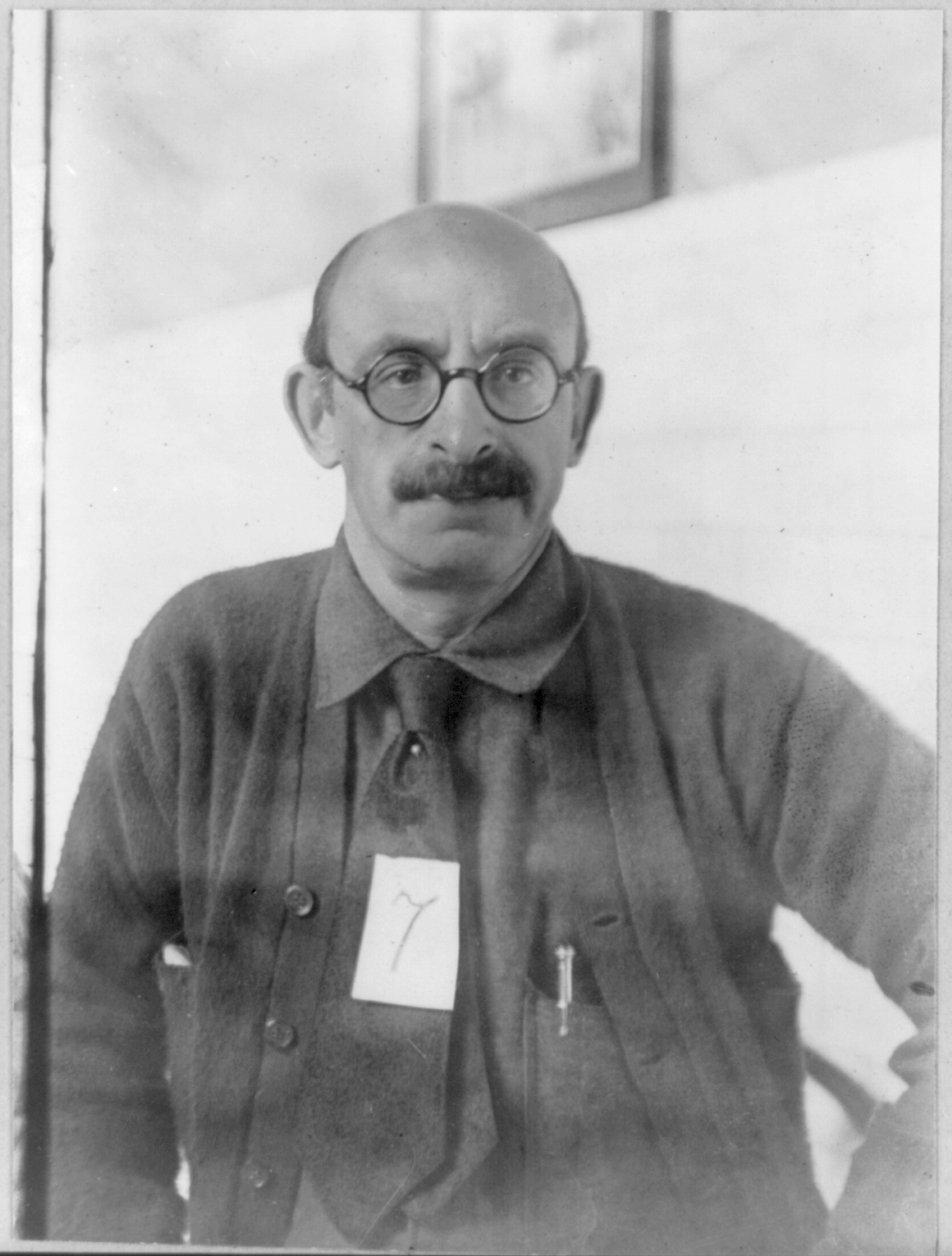
Berkman em 1919, na véspera de sua deportação.

Quando Berkman e Goldman foram soltos, a primeira onda da Pânico Vermelho estava em seu auge; a Revolução Bolchevique de 1917 combinada com o trauma dos tempos de guerra contribuíram para produzir um clima de hostilidade aos radicais e qualquer pessoa de origem estrangeira. A divisão de inteligência do departamento de justiça dos Estados Unidos, encabeçada por J. Edgar Hoover e sob a direção do procurador geral Alexander Mitchell Palmer, conduziu uma série de batidas policiais para prender "radicais". Em um memorando preparado quando estavam na prisão, Hoover escreveu: "Emma Goldman e Alexander Berkman são, sem sombra de dúvida, dois dos mais perigosos anarquistas neste país e seu retorno a comunidade irá resultar em prejuízos incalculáveis". O governo evocou o Ato de Exclusão Anarquista para poder deportar Berkman, Goldman e mais cerca de duzentos ativistas para a Rússia.
Em um banquete de despedidas em Chicago, a dupla ficou sabendo da morte de Henry Clay Frick, que Berkman havia tentado matar 25 anos antes. Quando questionado sobre o assunto por um repórter, ele ironicamente respondeu que Frick havia sido "deportado por Deus".
Berkman demonstrou grande entusiasmo quando soube que os bolcheviques haviam tomado o poder na Rússia, depositando grandes esperanças no regime soviético. Ao chegar na Rússia, Berkman afirmou emocionado ter sido este o dia "mais sublime de sua vida", superando até mesmo o dia de sua libertação após os 14 anos de prisão na Pensilvânia.
Ao longo do ano de 1920, Berkman e Goldman viajaram pelo país, e nessa viagem eles depararam-se com a repressão, má administração e corrupção, ao invés da igualdade e do empoderamento popular que eles haviam imaginado em um primeiro momento. Aqueles que questionassem o governo eram demonizados como contrarrevolucionários e os operários trabalhavam sob condições severas. Eles se encontraram com Lênin, que lhes assegurou que a supressão governamental das liberdades de imprensa eram justificáveis. Ele lhes disse: "Não pode haver liberdade de expressão em um período revolucionário".
Em março de 1921, greves irromperam em Petrogrado quando os trabalhadores tomaram as ruas contra a carestia e demandando maior autonomia sindical. Berkman e Goldman sentiram-se na responsabilidade de apoiar aos grevistas, considerando que "manter-se em silêncio seria uma atitude impossível, até mesmo criminosa". A revolta alastrou-se e encontrou ecos na cidade portuária de Kronstadt, onde uma resposta militar foi ordenada por Trótski. No confronto que se seguiu, seiscentos marinheiros foram assassinados; mais de dois mil foram presos; e milhares de soldados das tropas soviéticas morreram. No decorrer destes eventos, a dupla concluiu que não havia futuro para eles naquele país.
Berkman e Goldman deixaram a Rússia em dezembro de 1921. Ambos mudaram-se para Berlim, onde ficaram por alguns anos. Berkman começou a escrever uma série de artigos sobre a Revolução Russa. "A Tragédia Russa", "A Revolução Russa e o Partido Comunista" e "A Revolta de Kronstadt" foram publicados no verão de 1922. Mais tarde, ele começou a escrever um livro baseado em suas experiências na Rússia: O Mito Bolchevique, publicado em janeiro de 1925.

### Últimos anos e morte
Berkman mudou-se para a França em 1925. Lá, ele levantou fundos para veteranos anarquistas, como Sébastien Faure, Errico Malatesta e Max Nettlau, além de ter prestado apoio aos anarquistas presos e perseguidos na União Soviética, ajudando a publicar o livro Cartas das Prisões Russas, uma série de relatos de prisioneiros anarquistas soviéticos.
Em 1926, a Federação Anarquista Judaica de Nova Iorque pediu para Berkman escrever um livro introdutório sobre o anarquismo para o público geral. Os anarquistas de Nova Iorque acreditavam que se os princípios anarquistas fossem apresentados ao público de forma clara e objetiva em uma linguagem simples, os leitores comuns talvez pudessem se identificar com o movimento, ou que pelo menos a obra pudesse ajudar a melhorar a imagem pública do anarquismo e dos anarquistas. Berkman então escreveu Agora e Depois: O ABC do Anarquismo Comunista, publicado pela primeira vez em 1929, e republicado diversas outras vezes posteriormente. O historiador anarquista Paul Avrich descreveu a obra como "um clássico" e afirmou ser essa "a mais clara exposição ao anarcocomunismo em inglês ou em qualquer outra língua".
Berkman passou seus últimos anos levando uma vida precária trabalhando como editor e tradutor. Ao longo dos anos 1930, sua saúde começou a piorar. Em fevereiro e março de 1936 ele foi submetido a duas operações de próstata, permanecendo em Nice aos cuidados de sua então companheira, Emmy Eckstein. Forçado a contar apenas com a ajuda financeira de amigos e passando por um profundo sofrimento, ele decidiu cometer suicídio. Nas primeiras horas do dia 28 de junho de 1936, incapaz de aguentar a dor física causada por sua doença, ele tenta suicidar-se com uma pistola, porém não morreu no local. O projétil atingiu a sua coluna vertebral, paralizando-o. Goldman foi para Nice o mais rápido que pôde para ficar ao lado de Berkman em seu leito de morte. Ele entrou em coma no período da tarde e faleceu durante a noite, às 22h.
Goldman providenciou o funeral de Berkman. Quando vivo, ele havia expressado o desejo de ser cremado e ter suas cinzas enterradas no Cemitério Waldheim em Chicago, próximo ao túmulo dos mártires de Haymarket que haviam o inspirado, porém Goldman não podia arcar com as despesas. Ao invés disso, o anarquista foi enterrado em uma vala comum no Cemitério Cochez em Nice.
Berkman faleceu algumas semanas antes do início da Revolução Espanhola. Em julho de 1937, Goldman lamentou-se por Berkman não ter vivido um pouco mais para ter visto os acontecimentos na Espanha, declarando que ver os princípios anarquistas em prática "teriam dado a ele novas forças, novas esperanças".

## Obras
- Memórias de um Anarquista Aprisionado (1912)
- O Mito Bolchevique (1925)
- Agora e Depois: O ABC do Anarquismo Comunista (1929)